# 도요다촌 (아이치현 하즈군)
도요다촌(豊田村)은 아이치현 하즈군에 설치되었던 촌이다. 현재의 니시오시에 해당한다.